# Geophis cancellatus
Espèce
Statut de conservation UICN

 LC  : Préoccupation mineure
Geophis cancellatus  est une espèce de serpents de la famille des Dipsadidae.

## Répartition
Cette espèce est endémique du Mexique. Elle se rencontre dans les États d'Oaxaca et du Chiapas.
Sa présence est incertaine au Guatemala.

## Publication originale
- Smith, 1941 : Notes on Mexican snakes of the genus Geophis. Smithsonian Miscellaneous Collections, vol. 99, no 19, p. 1-6 (texte intégral).